# Fuente Dzerkalʹnyi
La Fuente Dzerkalnyi o la Fuente Espejo (en ucraniano: Дзеркальний струмінь) es una fuente en la ciudad de Járkov, en el país europeo de Ucrania.
Cerca se encuentra el Teatro Académico de Ópera y Ballet de Járkov. El mirador de la fuente fue construido en 1947 en el lugar de la antigua iglesia. El diseño general de la plaza y la fuente fue desarrollado por los arquitectos O. M. Kasyanov, V. I. Korzh y A. S. Mayak. Sigue siendo uno de los monumentos más destacados de Járkov y su símbolo. En el verano de 2007, con motivo del 60 aniversario del Dzerkalʹnyi Fuente, se llevó a cabo su reconstrucción. En 2015 se construyó una nueva iglesia en la plaza según un nuevo proyecto.

## Galería

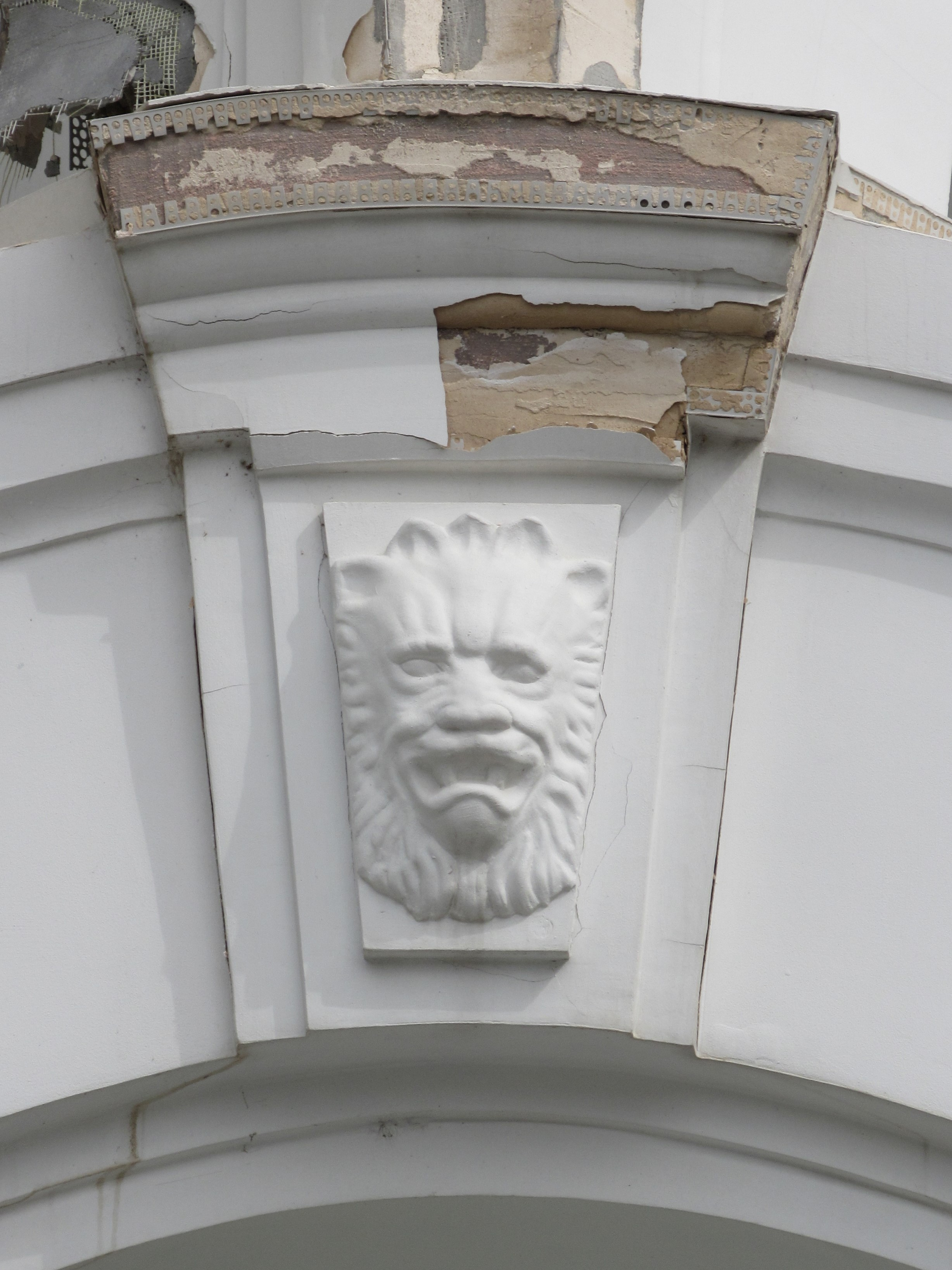
Estuco en la glorieta
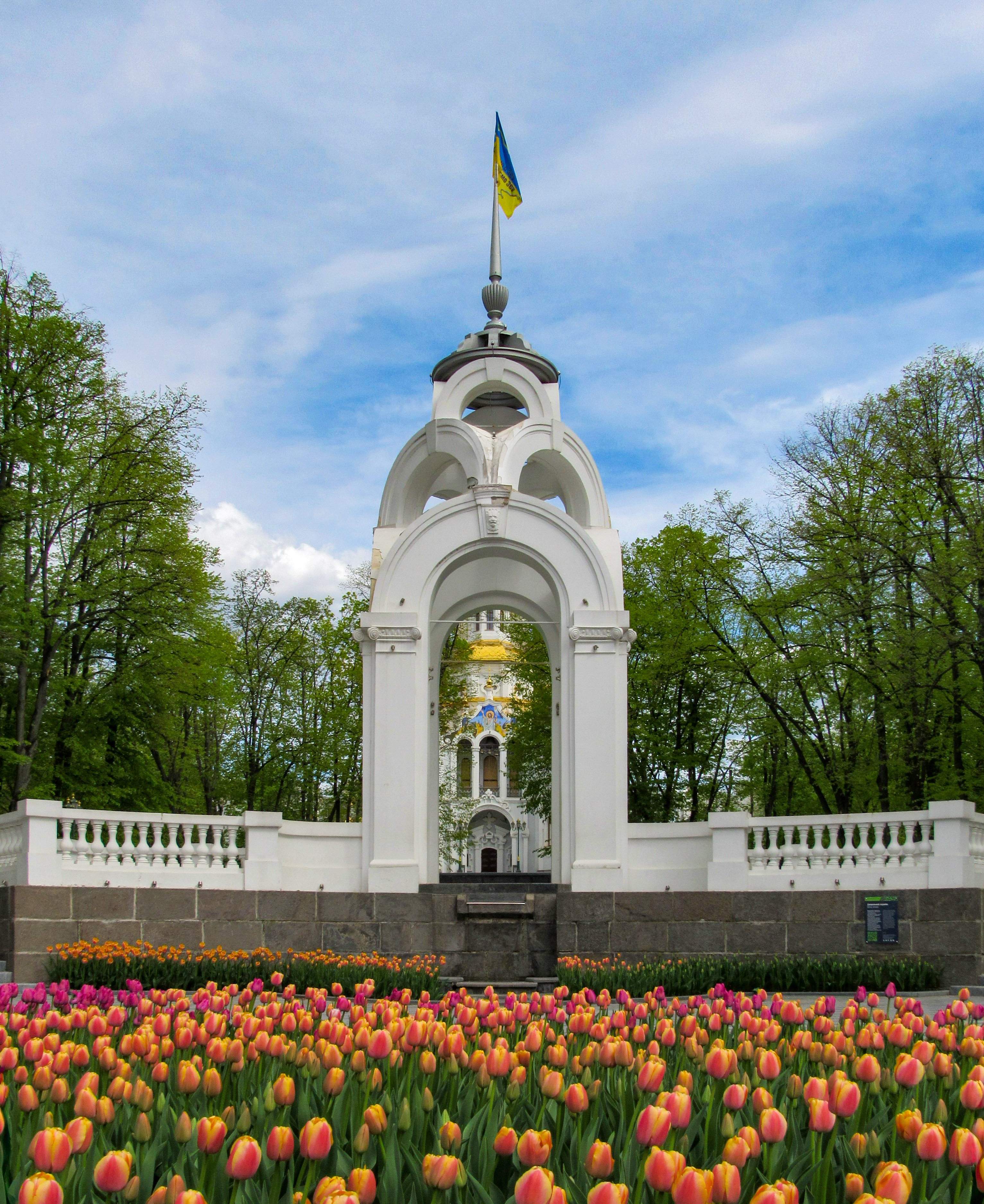
Fuente Dzerkalʹnyi en primavera
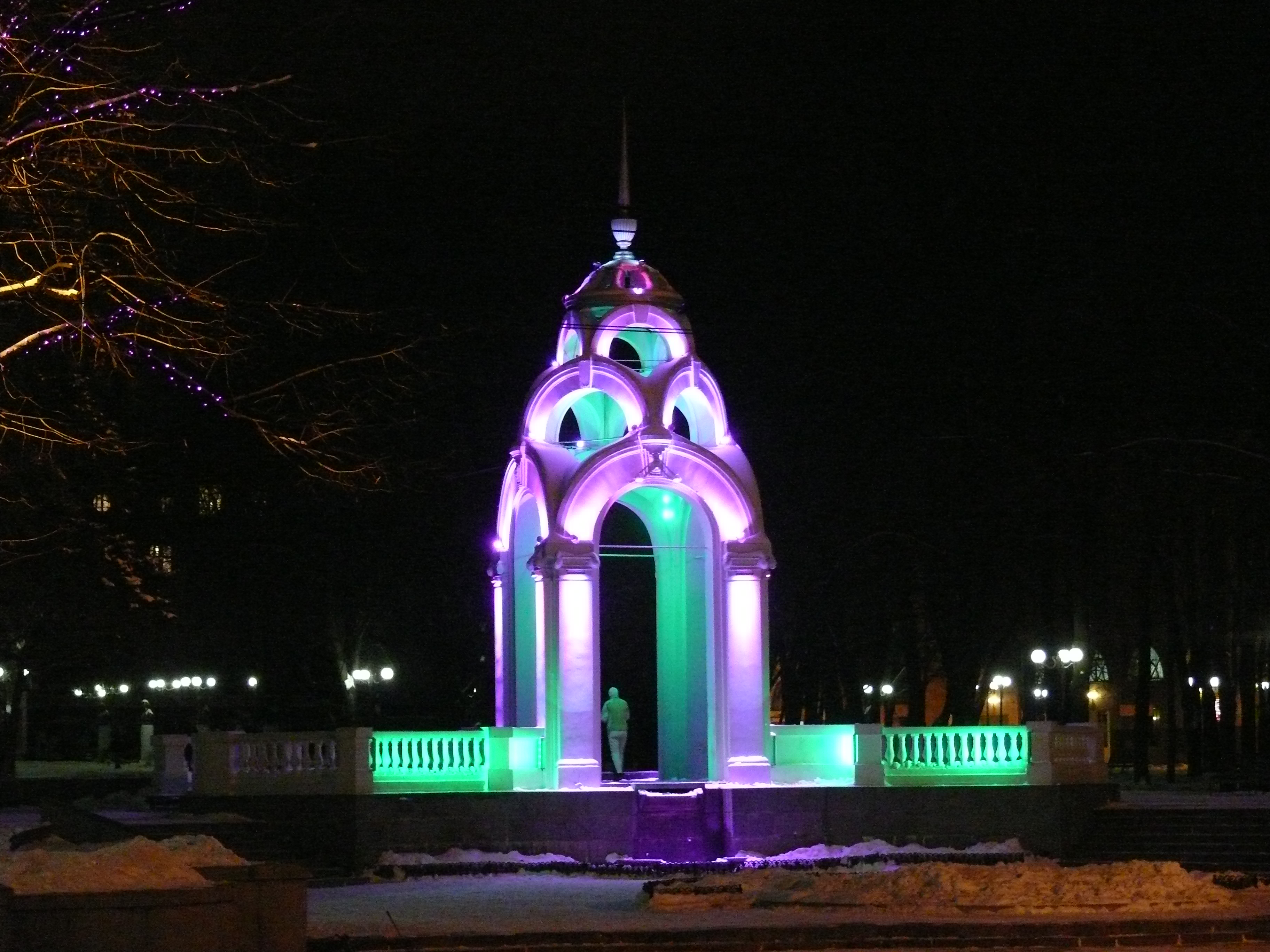
Fuente en la noche